# Раменна кост
Раменна кост (на латински: humerus) е дълга тръбовидна кост, част от стилоподиума на скелета при гръбначните организми. В горния си край костта се свързва ставно с лопатката, а в долния проксимален край отново има ставна повърхност, която свързва костта с други две тръбести кости - лъчева и лакътна кост (подраменни кости).

## Описание
Раменната кост е съставена от тяло, проксимален (горен) и дистален (долен) край. На проксималния край се намира главата (caput humeri) отделена от костта с шийка (colum humeri). Тя влиза в ставната трапчинка на лопатката. Отпред и отстрани на главата се намират два надебелени мускулни израстъка. Тялото на костта притежава широка и гладка спираловидна бразда. Дисталният край притежава напречно обособена ставна повърхност, наречена condylus humeri.

## Видови особености
- При човека – медиалният кондил е по-голям от латералния.
- При говедото – костта е къса, дебела и груба. В проксималния край на костта се наблюдава и трети по-малък израстък.
- При свиня – костта изглежда дълга и тънка, но при по-стари свине става груба с ясно оформени израстъци.
- При кон – двата израстъка в проксималната част на костта са почти с еднакви размери.
- При куче – костта е тънка и дълга с леко извита нагоре проксимална третина. Шийката е ясно отделена, а израстъците са много ниски.
- При птиците – костта е дълга и слабо извита. Под медиалния израстък има има обширна трапчинка, в чието дъно лежи голям отвор. Той служи за свързване на въздушните торби с празнината на костта.[2]